# Stemma di Marsiglia
Lo stemma di Marsiglia ha la seguente blasonatura: d'argento alla croce d'azzurro.

## Storia
Secondo la tradizione la croce ricorda l'imbarco dei crociati dalla città verso la Terra santa. La prima testimonianza dell'uso di questo stemma risale ad un periodo compreso tra la fine del XIII e l'inizio del XIV secolo ed è una miniatura raffigurante il giuramento del sindaco con quattro croci azzurre su fondo bianco contenuta nel Livre rouge della città. Il primo motto de la città, in provenzale antico, De grands fachs resplend la cioutat de Marseilles, sporge nel 1257. Successivamente si ha un'evoluzione degli ornamenti esteriori della città ma lo stemma rimane sempre lo stesso. La prima sanzione ufficiale dello stemma risale al 10 luglio 1699 in seguito ad una legge voluta da Jean-Baptiste Colbert che regolamentò i blasoni. Aboliti gli emblemi araldici durante la rivoluzione ne fu di nuovo richiesta la concessione dopo il decreto napoleonico che ripristinava l'uso degli stemmi; l'arma attribuita alla città durante il Primo Impero fu comunque modificata. Lo stemma divenne così: Trinciato, nel 1º d'argento, alla croce scorciata d'azzurro, nel 2º d'azzurro, alla trireme antica d'oro movente dalla partizione, su un mare di verde, al capo di rosso caricato di tre api d'oro, il capo rappresentava il rango di bonne ville accordato a Marsiglia. La grande arma venne concessa con una lettera patente del re Luigi XVIII del 1815, che descrive anche i tenenti: un leone armato di un caduceo a sinistra e un toro armato di un tridente a destra. Nel 1826 la grande arma viene cimata da una corona murale. Nel 1883, il conservateur du Cabinet des Monnaies et Médailles, Joseph Laugier, disegna la versione definitiva che porta l'antica divisa in latino: Actibus immensis urbs fulget Massiliensis («La città di Marsiglia risplende per le sue grandi gesta»). Questo motto verrà tradotto in provenzale contemporaneo da Frédéric Mistral : Toustèms pèr si grand fa resplendiguè Marsiho (Tostemps per sei grands fachs resplendiguèt la ciutat de Marselha in norma classica, De grands faits resplendit la ville de Marseille, in francese).

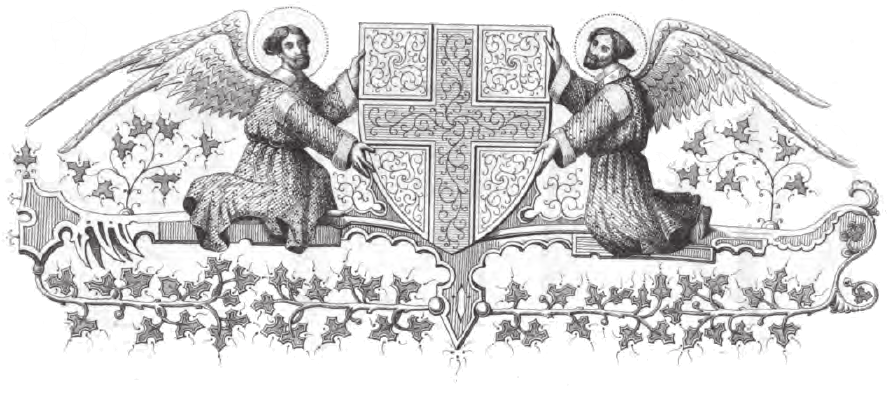
Riproduzione dello stemma presente nel Livre rouge (XIV secolo)
Stemma di Marsiglia durante il Primo Impero (1811-1814)

### I componenti dello stemma

Toro
Blasone
Leone
Caduceo
Tridente
Motto
Corona cittadina